# Android 14

Android 14 の開発者プレビュー ロゴ

Android 14は、Googleが主導するOpen Handset Allianceによって開発されたモバイルオペレーティングシステム。Androidの14番目のメジャーリリースである。コードネームは「Upside Down Cake」。
2023年4月12日にβ1がリリースされた。Android 14のAPIレベルは34。
Android 14を搭載した最初のスマートフォンはPixel 8および8 Pro となる。

## 履歴
Android 14は2023年2月8日に発表された。開発者プレビューがすぐにリリースされ、アップデートの日時を記載したロードマップも同時にリリースされた。4月12日には最初のベータ版がリリースされた。ベータ2が5月10日、ベータ3が6月7日、ベータ4が7月11日にそれぞれリリースされた。正式版は米国時間10月4日にGoogle Pixel向けにリリースされた。

## 特徴
Android 14の新機能は
- アプリのクローン機能
- デュアルSIMの自動切り替え
- バッテリー使用量の改善
- バッテリーセーバーの設定刷新
- ユーザー判断でプライバシー保護されたフォトピッカーが利用可能

など。